# Константін Блага
Константін Блага (нім. Constantin Blaha, 1 грудня 1987) — австрійський стрибун у воду.
Учасник Олімпійських Ігор 2008, 2016 років.
Призер Чемпіонату Європи з водних видів спорту 2016 року.